# (11481) Znannya
(11481) Znannya est un astéroïde de la ceinture principale.

## Description
(11481) Znannya est un astéroïde de la ceinture principale. Il fut découvert le 22 novembre 1987 à la station Anderson Mesa par Edward L. G. Bowell. Il présente une orbite caractérisée par un demi-grand axe de 2,57 UA, une excentricité de 0,04 et une inclinaison de 6,7° par rapport à l'écliptique.

## Compléments